# Lijven

Huidige vlag van Lijfland

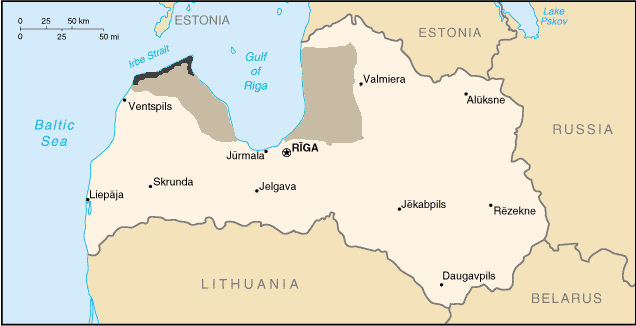
Historische verspreiding van de Lijven

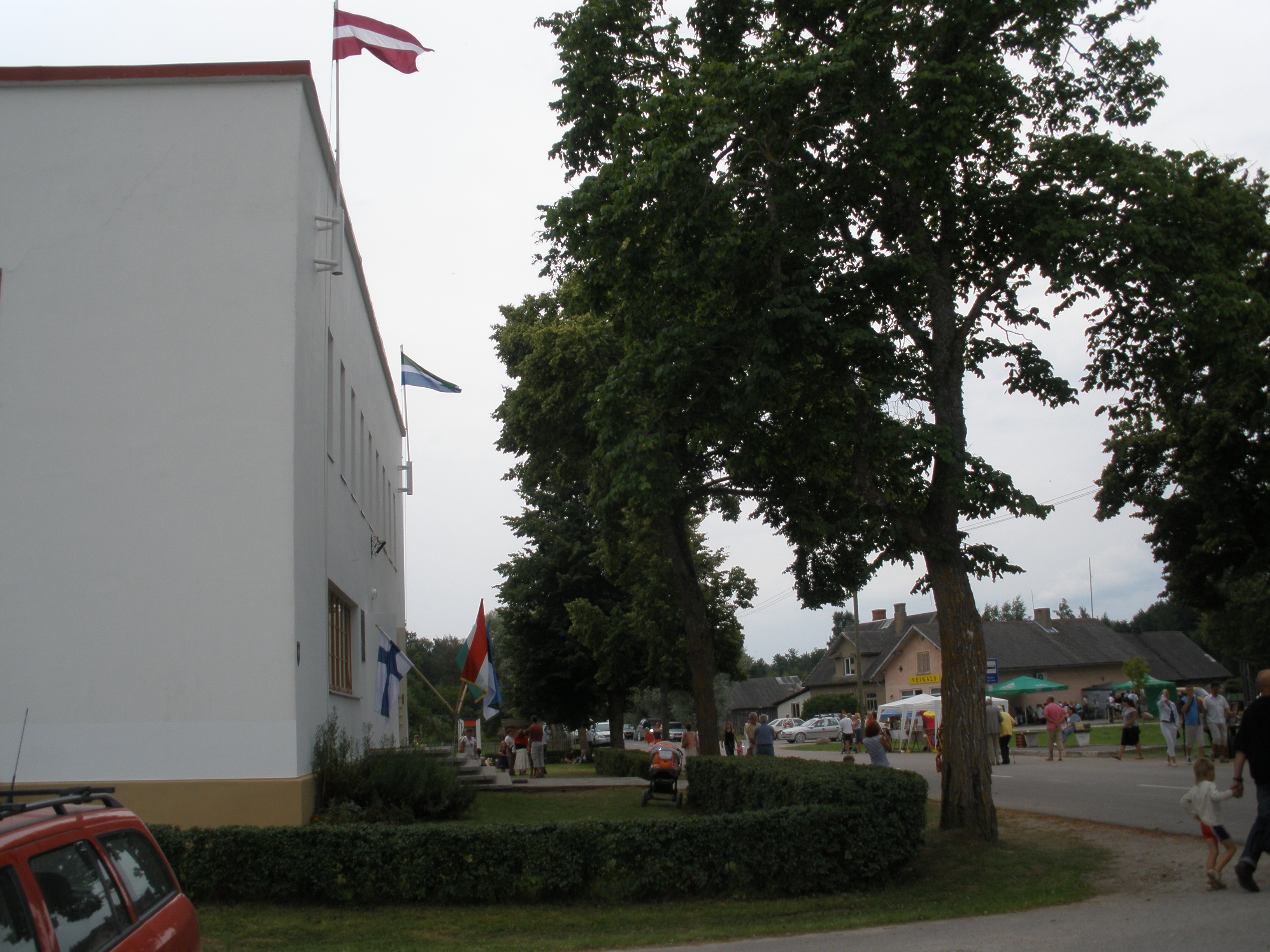
Lijfs cultureel centrum in Mazirbe

De Lijven (Ook: Lijflanders, Lets: līvi, Lijfs: līvlizt of rāndalizt, Letgaals: lībieši, Duits: Liven, Latijn: Livones) zijn een Noord-Europees, aan de Esten verwant volk, behorend tot de Oostzee-Finse volkeren. Vroeger besloeg hun woongebied de kustgebieden van de Golf van Riga (daarom vroeger ook wel Livonische Golf genoemd).
Naar hen is de historische landstreek Lijfland (Livonia) genoemd.
De huidige Lijven, nog slechts met 230 aangehorigen woonachtig aan de Lijfse kust in Noord-Koerland, zijn bijna uitgestorven. Voor zover bekend is de laatste moedertaalspreekster van het Lijfs in 2013 overleden.